# Теория гомологий
Теория гомоло́гий (др.-греч. ὁμός «равный, одинаковый; общий; взаимный» и λόγος «учение, наука») — раздел математики, который изучает конструкции некоторых топологических инвариантов, называемых группами гомологий и группами когомологий. Также теориями гомологий называют конкретные конструкции групп гомологий.
В простейшем случае топологическому пространству {\displaystyle X} сопоставляется последовательность абелевых групп гомологий {\displaystyle H_{k}(X)}, занумерованных натуральными числами {\displaystyle k}. Они являются гомотопическими инвариантами и, в отличие от гомотопических групп, они проще вычисляются и более наглядны геометрически, но для односвязных пространств несут столько же информации.
Однако определение гомологий менее явно и использует некоторую техническую машинерию, и потому существует несколько различных теорий гомологий — как определённых только для «хороших» топологических пространств или требующих дополнительной структуры, так и более сложных, предназначенных для работы с патологическими примерами. Тем не менее, за исключением таких патологических случаев они обычно совпадают: для клеточных пространств это обеспечивается аксиомами Стинрода — Эйленберга.
Другими обычными понятиями теории гомологий являются гомологии {\displaystyle H_{k}(X,A)} с коэффициентами в абелевой группе {\displaystyle A}, относительные гомологии {\displaystyle H_{k}(X,Y)} пары пространств {\displaystyle X\supset Y} и когомологии {\displaystyle H^{k}(X)}, определения которых в некотором смысле двойственно к определению гомологий. Часто рассматриваются именно когомологии из-за наличиях на них умножения {\displaystyle H^{k}(X)\otimes H^{l}(X)\to H^{k+l}(X)}, превращающего их в градуированную алгебру.
Также когомологиями называются инварианты, сопоставляемые другим математическим объектам — группам, алгебрам Ли, пучкам. Их объединяет формальная схожесть — например, наличие в их определении понятия гомологий цепного комплекса — а в некоторых случаях и наличие конструкций, сопоставляющих таким объектам топологические пространства с подходящими гомологиями.

## Общее определение
Напомним, что {\displaystyle k}-я гомотопическая группа {\displaystyle \pi _{k}(X)} пространства {\displaystyle X} — это множество отображений из {\displaystyle k}-мерной сферы в {\displaystyle X}, рассмотренное с точностью до непрерывной деформации. Для определения гомологий {\displaystyle H_{k}(X)} отображения сфер заменяют на {\displaystyle k}-циклы, которые интуитивно представляют как замкнутые (то есть не имеющие границы) ориентированные плёнки размерности {\displaystyle k} внутри {\displaystyle X}, но в разных определениях формализуют по-разному. Условие непрерывной деформируемости заменяют на условие того, что разность циклов (их объединение, в котором второй берётся с противоположной ориентацией) является ориентированной границей цикла размерности на один больше.
В стандартных обозначениях группа {\displaystyle k}-циклов — {\displaystyle Z_{k}(X)} (от нем. Zyklus — «цикл»), группа {\displaystyle k}-границ — {\displaystyle B_{k}(X)} (от англ. boundary — «граница»), а фраза «гомологии есть циклы с точностью до границ» записывается как
{\displaystyle H_{k}(X)=Z_{k}(X)/B_{k}(X)}.
Для формализации этой идеи необходимо строго определить циклы и их границы, что для циклов размерности {\displaystyle k>2} приводит к некоторым трудностям. Решением является определение промежуточного понятия группы {\displaystyle k}-цепей {\displaystyle C_{k}(X)}, состоящей из формальных линейных комбинаций отображений в {\displaystyle X} неких стандартных элементов, зависящих от выбранной конструкции. Граница стандартных элементов определяется как линейная комбинация стандартных элементов размерности на один меньше с подходящими ориентациями, что индуцирует отображение границы {\displaystyle \partial _{k}:C_{k}(X)\to C_{k-1}(X)}. Тогда {\displaystyle k}-циклы определяются как {\displaystyle k}-цепи с нулевой границей (чтобы равенство границы нулю имело смысл, необходимо брать не только положительные, но и любые линейные комбинации стандартных элементов, а отображение границы задавать со знаком). Таким образом, циклы являются ядром, а границы — образом отображения границы:
{\displaystyle Z_{k}(X)=Ker(\partial _{k}:C_{k}(X)\to C_{k-1}(X)),~~~~B_{k}(X)=Im(\partial _{k+1}:C_{k+1}(X)\to C_{k}(X))}.
Условие того, что все границы является циклами, принимает вид условия цепного комплекса: {\displaystyle \partial _{k+1}\circ \partial _{k}=0}, а гомологии топологического пространства являются гомологиями этого комплекса.
Выбор стандартных элементов и отображения границы отличается в зависимости от теории. В теории сингулярных гомологий такими элементами являются симплексы, а отображение границы сопоставляет симплексу знакочередующуюся сумму его граней. В теории симплициальных гомологий, определённых для симплициальных комплексов, — тоже симплексы, но не все, а входящие в выбранное симплициальное разбиение. В теории клеточных гомологий, определённых для клеточного комплекса, это гиперсферы из подходящего скелета, а отображение границы задаётся более сложно.

## Гомологические теории
- Симплициальные гомологии — гомологии определяются для очень простых пространств (симплициальных комплексов).

Определяются довольно просто, но доказательство их инвариантности и функториальности довольно сложно.
- Сингулярные гомологии — другая теория гомологий, предложенная Лефшецом. Их определение требует работы с бесконечномерными пространствами, но инвариантность и функториальность сразу становятся очевидными.
- Гомологии Чеха — теория гомологий, наиболее приспособленная для работы с патологическими пространствами.

## Гомологии с коэффициентами в произвольных группах
Можно определять гомологии, позволяя коэффициентам при симплексах в цепях быть элементами любой абелевой группы {\displaystyle G}. То есть, вместо групп {\displaystyle C_{k}(X)} рассматривать группы {\displaystyle C_{k}(X)\otimes G}.
Группы гомологий (симплициальные, сингулярные и т. д.) пространства {\displaystyle X} с коэффициентами в группе {\displaystyle G} обозначаются {\displaystyle H_{k}(X;G).} Обычно применяют группу действительных чисел {\displaystyle \mathbb {R} }, рациональных чисел {\displaystyle \mathbb {Q} }, или циклическую группу вычетов по модулю {\displaystyle m} — {\displaystyle \mathbb {Z} _{m}}, причём обычно берётся {\displaystyle m=p} — простое число, тогда {\displaystyle \mathbb {Z} _{p}} является полем.
Другое описание. Применяя к комплексу {\displaystyle C_{*}(X)}
{\displaystyle \ldots {\xleftarrow {}}C_{n-1}(X){\xleftarrow {}}C_{n}(X){\xleftarrow {}}C_{n+1}(X){\xleftarrow {}}\ldots }
функтор {\displaystyle \cdot \otimes G}, мы получим комплекс
{\displaystyle \ldots {\xleftarrow {}}C_{n-1}(X)\otimes G{\xleftarrow {}}C_{n}(X)\otimes G{\xleftarrow {}}C_{n+1}(X)\otimes G{\xleftarrow {}}\ldots },
гомологии которого и есть гомологии с коэффициентами в {\displaystyle G}.

## Когомологии
Кроме цепей можно ввести понятие коцепей — отображений векторного пространства цепей в группу {\displaystyle G}. То есть, пространство коцепей {\displaystyle C^{k}(X)=\operatorname {Hom} (C_{k}(X),G)}.
Граничный оператор {\displaystyle \delta ^{k}:C^{k}\to C^{k+1}} определяется по формуле: {\displaystyle (\delta ^{k}x)(c)=x(d_{k+1}c)} (где {\displaystyle x\in C^{k},\;c\in C_{k+1}}). Для такого граничного оператора также выполняется
{\displaystyle \delta ^{k+1}\delta ^{k}=0}, а именно
{\displaystyle (\delta ^{k+1}\delta ^{k}(x))(c)=\delta ^{k}x(d_{k+2}c)=x(d_{k+1}d_{k+2}c)=x(0)=0}.
Поэтому аналогично тому, что было сказано выше, можно ввести понятия коциклов {\displaystyle Z^{k}(X,G)=\operatorname {Ker} \delta ^{k}}, кограниц {\displaystyle B^{k}(X,G)=\operatorname {Im} \delta ^{k-1}} и когомологий {\displaystyle H^{k}(X,G)=Z^{k}(X,G)/B^{k}(X,G)}.
Понятие когомологии двойственно понятию гомологии.
Если {\displaystyle G} — кольцо, то в группе когомологий {\displaystyle H^{*}(X,G)} определено естественное умножение (произведение Колмогорова — Александера или {\displaystyle \cup }-произведение), превращающее эту группу в градуированное кольцо, называемое кольцо когомологий.
В случае, когда {\displaystyle X} — дифференцируемое многообразие, кольцо когомологий {\displaystyle H^{*}(X,\mathbb {R} )} может быть вычислено при помощи дифференциальных форм на {\displaystyle X} (см. Теорема де Рама).
Понятие когомологии было введено Александером и Колмогоровым.

## Относительные гомологии и точная гомологическая последовательность
Возьмём случай двух топологических пространств {\displaystyle Y\subset X}. Группа цепей {\displaystyle C_{k}(Y)\subset C_{k}(X)} (цепи могут быть как с целочисленными коэффициентами, так и с коэффициентами в любой группе {\displaystyle G}). Относительными цепями будут называться элементы факторгруппы {\displaystyle C_{k}(X,Y)=C_{k}(X)/C_{k}(Y)}. Так как граничный оператор {\displaystyle d} на группе гомологий подпространства {\displaystyle Y} переводит {\displaystyle d_{k}\colon C_{k}(Y)\to C_{k-1}(Y)}, то можно определить на факторгруппе {\displaystyle C_{k}(X,Y)} граничный оператор (мы его обозначим так же) {\displaystyle d_{k}\colon C_{k}(X,Y)\to C_{k-1}(X,Y)}.
Те относительные цепи, которые граничный оператор переводит в {\displaystyle 0} будут называться относительными циклами {\displaystyle Z_{k}(X,Y)}, а цепи, которые являются его значениями — относительными границами {\displaystyle B_{k}(X,Y)}. Так как {\displaystyle dd=0} на абсолютных цепях, то это же будет верно для относительных, отсюда {\displaystyle B_{k}(X,Y)\subset Z_{k}(X,Y)}. Факторгруппа {\displaystyle H_{k}(X,Y)=Z_{k}(X,Y)/B_{k}(X,Y)} называется группой относительных гомологий.
Так как каждый абсолютный цикл в {\displaystyle H_{k}(X)} является также и относительным то имеем гомоморфизм {\displaystyle j_{k}:H_{k}(X)\to H_{k}(X,Y)} По функториальному свойству вложение {\displaystyle i_{k}:Y\to X} приводит к гомоморфизму {\displaystyle i_{*}:H_{k}(Y)\to H_{k}(X)}.
В свою очередь можно построить гомоморфизм {\displaystyle d_{*k}:H_{k}(X,Y)\to H_{k-1}(Y)}, который мы определим следующим образом. Пусть {\displaystyle c_{k}\in C_{k}(X,Y)} — относительная цепь, которая определяет цикл из {\displaystyle H_{k}(X,Y)}. Рассмотрим её как абсолютную цепь в {\displaystyle C_{k}(X)} (с точностью до элементов {\displaystyle C_{k}(Y)}). Так как это относительный цикл, то {\displaystyle d_{k}c} будет равен нулю с точностью до некоторой цепи {\displaystyle c_{k-1}\in C_{k-1}(Y)}. Положим {\displaystyle d_{*k}} равным классу гомологий цепи {\displaystyle c_{k-1}=d_{k}c\in Z_{k-1}(Y)}.
Если мы возьмём другую абсолютную цепь {\displaystyle c'_{k}\in C_{k}(X)}, определяющую тот же относительный цикл, то мы будем иметь {\displaystyle c=c'+u}, где {\displaystyle u\in C_{k}(Y)}. Имеем {\displaystyle d_{k}c=d_{k}c'+d_{k}u}, но так как {\displaystyle d_{k}u} является границей в {\displaystyle Z_{k-1}(Y)} то {\displaystyle d_{k}c} и {\displaystyle d_{k}c'} определяют один и тот же элемент в группе гомологий {\displaystyle H_{k-1}(Y)}. Если взять другой относительный цикл {\displaystyle c''}, дающий тот же элемент в группе относительных гомологий {\displaystyle c=c''+b}, где {\displaystyle b} — относительная граница, то в силу того, что {\displaystyle b} граница для относительных гомологий {\displaystyle b=d_{k+1}x+v}, где {\displaystyle v\in C_{k}(Y)} , отсюда {\displaystyle d_{k}c=d_{k}c''+d_{k}d_{k+1}x+d_{k}v}, но {\displaystyle dd=0}, а {\displaystyle d_{k}v} — граница в {\displaystyle Z_{k-1}(Y)}.
Поэтому класс гомологий {\displaystyle d_{*k}c_{k}} определен однозначно. Ясно по линейности оператора {\displaystyle d_{*k}}, что он является гомоморфизмом. Итак мы имеем гомоморфизмы:
{\displaystyle i_{*k}\colon H_{k}(Y)\to H_{k}(X)};
{\displaystyle j_{*k}\colon H_{k}(X)\to H_{k}(X,Y)} и
{\displaystyle d_{*k}\colon H_{k}(X,Y)\to H_{k-1}(Y)};
{\displaystyle ...\to H_{k}(Y)\to H_{k}(X)\to H_{k}(X,Y)\to H_{k-1}(Y)\to ...}
Можно доказать, что эта последовательность точна, то есть образ любого гомоморфизма равен ядру следующего гомоморфизма.

## Аксиомы Стинрода — Эйленберга
Помимо уже известных нам симплициальных и сингулярных гомологий существуют ещё другие теории гомологий и когомологий, например клеточные гомологии, Когомологии Александрова — Чеха, когомологии де Рама и т. д. Стинрод и Эйленберг определили систему аксиом теории (ко)гомологий. Вначале они определяют т. н. допустимый класс пар {\displaystyle D} топологических пространств, удовлетворяющий следующим свойствам:
1. Если {\displaystyle (X,Y)\in D,} то {\displaystyle (X,X)\in D,} {\displaystyle (X,\varnothing )\in D,} {\displaystyle (Y,Y)\in D} и {\displaystyle (Y,\varnothing )\in D}.
2. Если {\displaystyle (X,Y)\in D}, то и {\displaystyle (X\times I,Y\times I)\in D}, где {\displaystyle I} — замкнутый интервал [0,1].
3. {\displaystyle (*,\varnothing )\in D}, где {\displaystyle *} — одноточечное пространство.

В теории гомологий по Стинроду — Эйленбергу каждой допустимой паре и любому целому числу k соответствует абелева группа {\displaystyle H_{k}(X,Y)} и непрерывному отображению пар {\displaystyle f\colon (X,Y)\to (X',Y')} соответствует гомоморфизм {\displaystyle f_{*k}\colon H_{k}(X,Y)\to H_{k}(X',Y')} (Пространство {\displaystyle X} отождествляется с парой {\displaystyle (X,\varnothing )}), а {\displaystyle H_{k}(X)} с {\displaystyle H_{k}(X,\varnothing )}), причём выполняются следующие аксиомы:
1. Тождественному отображению пары {\displaystyle id} соответствует тождественный гомоморфизм {\displaystyle id_{*k}}.
2. {\displaystyle (gf)_{*k}=g_{*k}f_{*k}} (функториальность)
3. Определен граничный гомоморфизм {\displaystyle d_{*k}\colon H_{k}(X,Y)\to H_{k-1}(Y)}, причём если {\displaystyle f\colon (X,Y)\to (X',Y')}, то для соответствующего гомоморфизма {\displaystyle f_{*k}\colon H_{k}(X,Y)\to H_{k}(X',Y')} верно {\displaystyle d_{*k}f_{*k}=f_{*k-1}d_{*k}} для любой размерности {\displaystyle k}.
4. Пусть {\displaystyle i\colon Y\to X} и {\displaystyle j\colon X\to (X,Y)} — вложения, {\displaystyle i_{*k}\colon H_{k}(Y)\to H_{k}(X)} и {\displaystyle j_{*k}\colon H_{k}(X)\to H_{k}(X,Y)} — соответствующие гомоморфизмы, {\displaystyle d_{*k}\colon H_{k}(X,Y)\to H_{k-1}(Y)} — граничный гомоморфизм. Тогда определяемая ими последовательность 
 {\displaystyle \ldots \to H_{k}(Y)\to H_{k}(X)\to H_{k}(X,Y)\to H_{k-1}(Y)\to \ldots } 
 точна (аксиома точности).
5. Если отображения {\displaystyle f,g\colon (X,Y)\to (X',Y')} гомотопны, то соответствующие гомоморфизмы равны {\displaystyle f_{*k}=g_{*k}} для любой размерности {\displaystyle k} (аксиома гомотопической инвариантности).
6. Пусть {\displaystyle U\subset X} — открытое подмножество {\displaystyle X}, причём его замыкание содержится во внутренности множества {\displaystyle Y}, тогда если пары {\displaystyle (X\setminus U,Y\setminus U)} и {\displaystyle (X,Y)} принадлежат допустимому классу, то для любой размерности {\displaystyle k} вложению {\displaystyle (X\setminus U,Y\setminus U)\hookrightarrow (X,Y)} соответствует изоморфизм {\displaystyle H_{k}(X\setminus U,Y\setminus U)\simeq H_{k}(X,Y)} (аксиома вырезания).
7. Для одноточечного пространства {\displaystyle H_{k}(*)=0} для всех размерностей {\displaystyle k>0}. Абелева группа {\displaystyle G=H_{0}(*)} называется группой коэффициентов (аксиома размерности).

Для сингулярных гомологий допустимый класс пар состоит из всех пар топологических пространств. Ранее определенные группы сингулярных гомологий с коэффициентами в группе {\displaystyle G} их отображения и граничный гомоморфизм {\displaystyle d_{*}} удовлетворяют всем этим аксиомам. Если в качестве допустимого класса взять класс полиэдров, то можно доказать, что гомологии, определенные с помощью данной системы аксиом, совпадают с симплициальными.
Аналогично можно ввести систему аксиом для когомологий, которая полностью аналогична.
Необходимо только иметь в виду, что отображению {\displaystyle f\colon (X,Y)\to (X',Y')} соответствует {\displaystyle f^{*k}\colon H^{k}(X',Y')\to H^{k}(X,Y)} (контравариантность) и что кограничный гомоморфизм {\displaystyle \delta ^{*k}\colon H^{k-1}(Y)\to H^{k}(X,Y)} увеличивает размерность.

## Экстраординарные гомологии
В системе аксиом Стинрода — Эйленберга аксиома размерности оказывается не столь важна, как остальные.
Теории (ко)гомологий, которые могут иметь ненулевые группы (ко)гомологий одноточечного пространства для размерностей {\displaystyle k>0}, называются экстраординарными, или обобщёнными. Наиболее важными экстраординарными теориями являются K-теория Атьи (надо отметить важный вклад в эту теорию Хирцебруха, Ботта и Адамса) и теория бордизмов Р. Тома.